# Weasels Ripped My Flesh
Weasels Ripped My Flesh è il settimo album di The Mothers of Invention, gruppo guidato da Frank Zappa, pubblicato negli USA nel 1970.

## Il disco
Data la propensione di Zappa di concepire ed esprimere la sua musica in cosiddette "fasi" (We're Only in It for the Money venne descritto come la "fase 1" di Lumpy Gravy), Zappa occasionalmente descriverà l'album come la "fase 2" di Burnt Weeny Sandwich. Entrambi gli album sono effettivamente costituiti da materiale precedentemente inedito dei Mothers, pubblicato da Frank Zappa dopo lo scioglimento del gruppo nel 1969. Cinque tracce presenti su disco, catturano i Mothers dal vivo sul palco, dove eseguono caotiche e frenetiche improvvisazioni tipiche del free jazz d'avanguardia. La discussa e famigerata traccia posta a chiusura dell'album e che dà il titolo allo stesso, consiste in un lungo feedback cacofonico ininterrotto in cui ogni musicista della band produce più rumore possibile con il proprio strumento per due interi minuti. Alla fine del "brano" si può sentire uno spettatore tra il pubblico che urla forsennatamente.
Ma il disco contiene anche la celebre My Guitar Wants to Kill Your Mama, uno dei brani più accessibili di Zappa, e la jazzata The Eric Dolphy Memorial Barbecue, omaggio all'influente musicista scomparso nel 1964. Vi compaiono inoltre alcuni degli esperimenti più surreali di Zappa: il lungo "assolo di risata" registrato dal vivo in Prelude to the Afternoon of a Sexually Aroused Gas Mask (citazione in chiave dissacratoria del Prélude à l'après-midi d'un faune di Claude Debussy), la stramba e dissonante Dwarf Nebula, e il jazz semiserio di Didja Get Any Onya?
La versione in CD dell'album contiene versioni differenti di Didja Get Any Onya? e Prelude to the Afternoon of a Sexually Aroused Gas Mask.
Burnt Weeny Sandwich e Weasels Ripped My Flesh sono stati ristampati e accoppiati insieme su vinile con la dicitura 2 Originals of the Mothers of Invention, con in copertina una pistola che spara pasta dentifricia su uno spazzolino da denti.

## Copertina
Per la copertina dell'album, Frank Zappa reclutò l'artista underground Neon Park per creare un'immagine disturbante basandosi sulla copertina del numero del settembre 1956 della rivista d'avventura Man's Life che recava l'illustrazione di un uomo assalito da un branco di donnole inferocite. Dopo aver mostrato a Park una copia della rivista, Zappa chiese: «Questo è quanto. Riesci a fare qualcosa peggio di così?». Neon allora ideò una parodia di una pubblicità per rasoi elettrici da barba in cui un uomo sorridente si squarciava la faccia con un rasoio-donnola. La casa discografica pubblicò l'album malgrado le riserve espresse circa la copertina, che considerava di cattivo gusto.
In Germania il disco venne pubblicato con una copertina differente ma non meno "strana": un bambolotto di metallo intrappolato dentro una trappola per topi. Però tale copertina non venne mai approvata ufficialmente da Zappa.

## Tracce
Tutti i brani di Frank Zappa, eccetto dove specificato.
1. Didja Get Any Onya? (live) – 6:51
  - Include The Jelly nella ristampa in compact disc
2. Directly from My Heart to You (Richard Wayne Penniman) – 5:16
3. Prelude to the Afternoon of a Sexually Aroused Gas Mask (live) – 3:47
4. Toads of the Short Forest – 4:47
5. Get a Little (live) – 2:31
6. The Eric Dolphy Memorial Barbecue – 6:52
7. Dwarf Nebula Processional March & Dwarf Nebula – 2:12
8. My Guitar Wants to Kill Your Mama – 3:32
9. Oh No – 1:45
10. The Orange County Lumber Truck (live) – 3:21
11. Weasels Ripped My Flesh (live) – 2:08

## Formazione
- Frank Zappa - chitarra solista e canto (in My Guitar...)[3];
- Ian Underwood - sax contralto[3];
- Bunk Gardner - sax tenore[3];
- Motorhead Sherwood - sax baritono e "Snorks" (=sbuffate col naso durante una risata[4])[3];
- Buzz Gardner - tromba e flugel horn[3];
- Roy Estrada - basso e canto (in ...Gas Mask)[3];
- Jimmy Carl Black - batteria[3];
- Art Tripp - batteria[3];
- Don Preston - piano, organo e effetti elettronici[3];
- Ray Collins - canto (in Oh No)[3];
- Don "Sugar Cane" Harris - violino elettrico e canto (in Directly Form My Heart To You)[3];
- Lowell George - chitarra e canto (in Didja Get Any Onya)[3].